# The Call of Ktulu
 (juillet 2025).
Si vous disposez d'ouvrages ou d'articles de référence ou si vous connaissez des sites web de qualité traitant du thème abordé ici, merci de compléter l'article en donnant les références utiles à sa vérifiabilité et en les liant à la section « Notes et références ».
Pour les articles homonymes, voir L'Appel de Cthulhu (homonymie).
Pistes de Ride the Lightning
Creeping Death
The Call of Ktulu est la deuxième composition instrumentale du groupe de thrash metal américain Metallica et la huitième et dernière piste de leur deuxième album Ride the Lightning.
Inspirée des écrits de H. P. Lovecraft, plus précisément de L'Appel de Cthulhu, c'est l'une des compositions qui ont été en grande partie écrites par Dave Mustaine de Megadeth (titre original When Hell Freezes Over), avant son éviction du groupe. Mustaine réutilisera d'ailleurs l'une des suites d'accords du morceau comme base pour la chanson Hangar 18 sur l'album Rust in Peace.
Le réarrangement de ce titre avec l'aide de Michael Kamen sur S&M a valu à Metallica un Grammy Award pour la meilleure performance rock instrumentale.
La composition est intitulée The Call of Ktulu et non The Call of Cthulhu en référence à ce qu'écrivait Lovecraft dans ses nouvelles : les simples mortels ne sont pas autorisés à épeler ni écrire son nom. Certains disent[Qui ?] que l'orthographe du nom de la créature fut changé pour des soucis de prononciation[réf. nécessaire].

## Inspiration
L'idée de The Call Of Ktulu est basée sur L'Appel de Cthulhu de H. P. Lovecraft, qui a été racontée au reste du groupe par Cliff Burton. La fascination pour ce livre a commencé à se répandre rapidement dans le reste du groupe. L'Appel de Cthulhu a été écrit en 1928 pour le magazine Weird Tales. Le nom « Ktulu » s'écrit à l'origine « Cthulhu » dans l’œuvre de H.P Lovecraft.

## « Ktulu »ou« Cthulhu »
Le mot Cthulhu est souvent épelé de différentes manières, certains disent « chtoolhoo » ou « ktulu ». Mais la prononciation la plus souvent admise est « Cthulhu ». Dans l'histoire d'origine, son nom se rapporte plus à des sensations qu'à des sons.
Dans les romans de H.P. Lovecraft, Cthulhu est une entité monstrueuse présentée comme un « Grand Ancien » et convoquée dans la ville de R'lyeh, un lieu de folie furieuse qui finalement a sombré sous les profondeurs de l'océan Pacifique. Cthulhu apparaît sous diverses formes monstrueuses et démoniaques dans les premiers mythes de la race humaine. Aujourd'hui encore, il est considéré comme un des cauchemars les plus fondamentaux de l'humanité. Cthulhu est le grand prêtre des Grands Anciens, des êtres extraterrestres surnaturels qui ont régné sur la Terre avant que l'humanité se forme, adorés comme des dieux par des gens égarés. Il est dit dans l’œuvre de Lovecraft qu'ils allaient revenir, bien que les motifs de leur retour soient encore aujourd'hui inconnus. Dans certains ouvrages, les Anciens sont considérés comme étant au-delà du concept de bien et de mal.

## Composition du groupe
- James Hetfield : guitare rythmique
- Lars Ulrich : batterie
- Cliff Burton : basse
- Kirk Hammett : guitare solo